# Estación Río Chico (Tucumán)
La Estación Río Chico fue una estación de ferrocarril de Río Chico, Tucumán, Argentina. Formó parte del ramal CC12 del Ferrocarril Belgrano, que unía Lamadrid con la estación Tucumán Noroeste, y del ramal que la empalmaba con el Ingenio Santa Ana.

## Servicios
La estación fue inaugurada el 25 de julio de 1888, sirviendo para el transporte de caña de azúcar del ingenio Santa Ana. Los servicios de trenes de pasajeros cesaron en 1977, mientras los de cargas lo hicieron en 1984 para ser definitivamente clausurada en 1993. A su alrededor, se desarrolló en sus años de existencia el pueblo de Río Chico. En la actualidad fue ocupada por una vivienda, desapareciendo la playa de maniobras y las vías que poseía.